# Шлюбна угода (Гоґарт)
«Шлюбна угода» (англ. The Marriage Settlement) — перша з шести сатиричних моралізаторських картин, що утворюють серію картин «Модний шлюб», написаних у 1743 році Вільямом Гоґартом (1697—1764). Картини стали моделями, за якими були зроблені гравюри, на яких композиції зображень перевернені на 180 градусів по горизонталі.

## Сюжет картини

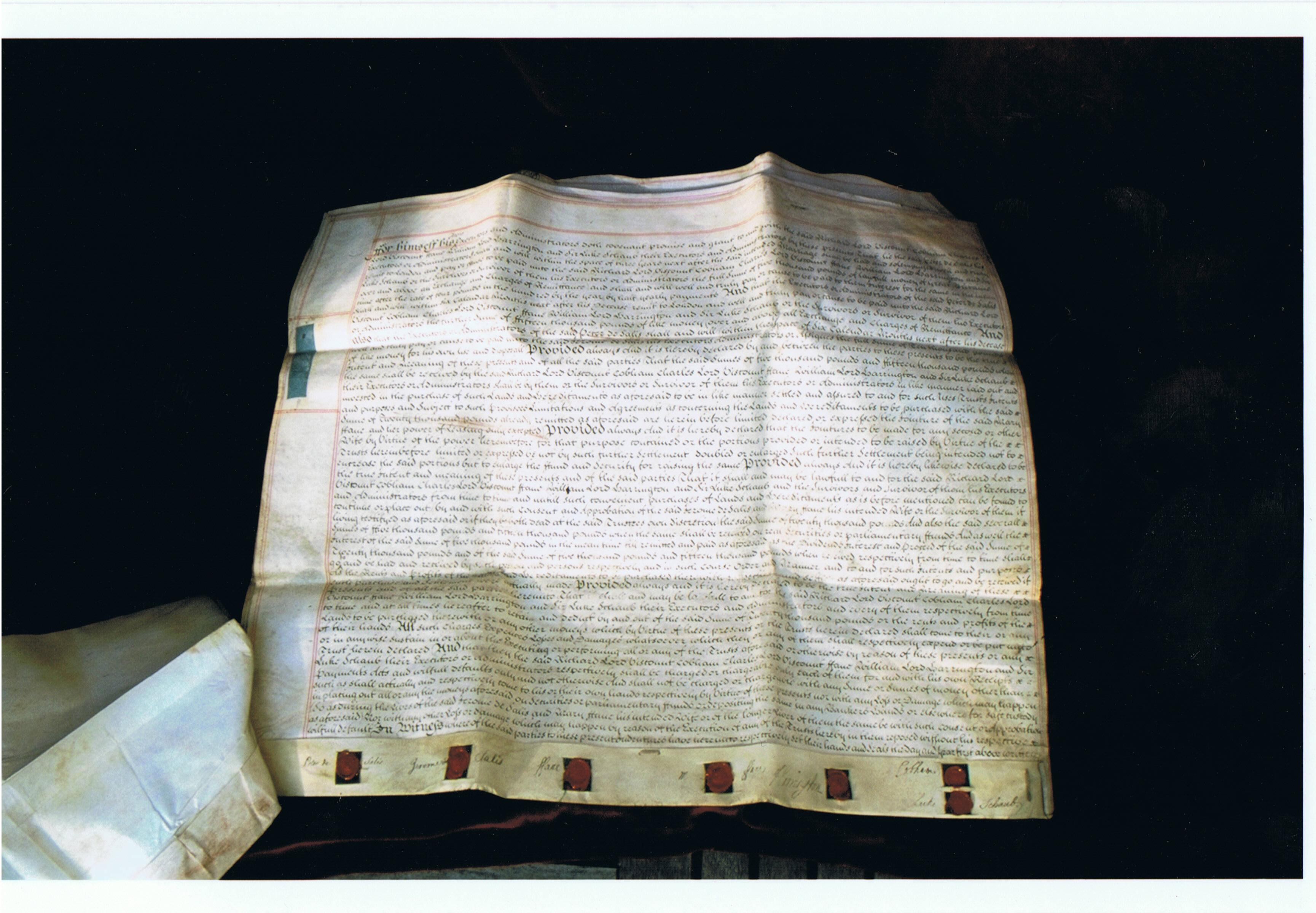
Шлюбна угода 1734 року

### Серія картин «Модний шлюб»
Історія сім'ї графа, що змальована серією картин «Модний шлюб», починається в палаці графа Розтра́тника (англ. earl Squanderfield), який домовляється щодо укладення шлюбу між своїм сином, віконтом Розтра́тником (англ. viscount Squanderfield), з донькою багатого, але ницого міського купця Торговця (англ. the Alderman). Розповідь містить сцени розпусти, хвороби, нещастя, народження хворої дитини та подружньої зради, та закінчується вбивством сина графа і самогубством дочки купця.

### Персонажі на картині «Шлюбна угода»

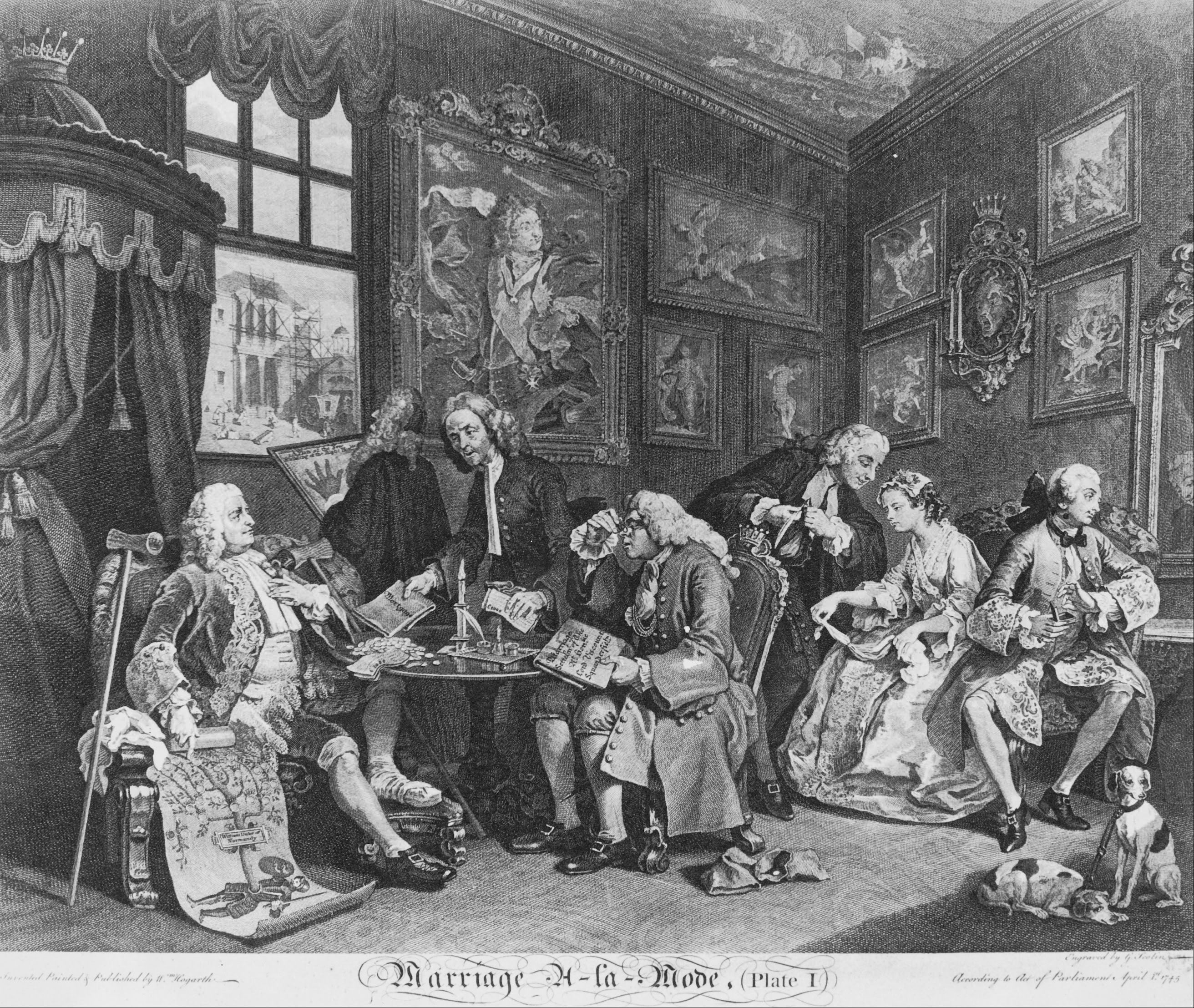

На картині справа наліво (на гравюрі зліва направо) зображені такі герої:
- граф/лорд Розтра́тник (earl/lord Squanderfield),
- чоловік, який стоїть обличчям до вікна, спиною до сцени, можливо, архітектор,
- чоловік, що стоїть за столом, можливо, кредитор графа,
- купець Торговець (the Alderman) — сидить обличчям до графа,
- адвокат Срібноязикий (the lawyer Silvertongue) — стоїть поруч з нареченою,
- наречена — сидить, поруч з віконтом,
- віконт Розтра́тник (viscount Squanderfield), син графа — сидить, крайній ліворуч (праворуч).

### Характеристика персонажів
Картина «Шлюбна угода» змальовує невгамовну жадібність двох батьків — купця та графа. Купець надзвичайно багатий, а граф у великих боргах, але все ще зберігає свій давній титул, на що вказує складне, але підозріле на вигляд генеалогічне дерево, яке стверджує, що його рід походить від Вільгельма Завойовника. Граф сидить із забинтованою ногою, він хворіє на подагру, яка є символом його екстравагантного, дорогого способу життя. Сидячи навпроти нього, купець уважно розглядає шлюбний договір. Він хоче стати дідусем знатного внука, а граф хоче забезпечити продовження свого роду та готовий миритися із ницим торговцем заради його грошей.
Син графа, віконт і майбутній наречений одягнений у французькому стилі, з гігантським чорним бантом у перуці. Вигляд у нього нездоровий — ноги в нього худі та слабкі, а чорна пляма на шиї — ознака сифілісу. Віконт зовсім байдужий до подій, повернений спиною до майбутньої дружини він марно милується собою в дзеркалі.
Наречена просто одягнена і виглядає знудженою, незадоволеною жертвою, що змирилася зі своєю долею. Вона мляво перебирає свою обручку, яку нанизала на хустинку до носа. Вона цікавиться віконтом так само, як і він нею. Сімейний адвокат Сріблоязикий, гострить перо і залицяється до нареченої щось їй нашіпчуючи.
У нижньому лівому куті дві собаки скуті разом, щоб стимулювати розмноження. Вони, можливо, символізують шлюб молодої пари без кохання.